# Agrotis lanzarotensis
Agrotis lanzarotensis är en fjärilsart som beskrevs av Hans Rebel 1894. Agrotis lanzarotensis ingår i släktet Agrotis och familjen nattflyn. Inga underarter finns listade i Catalogue of Life.